# Sylvester Gray
Sylvester DeWayne Gray, (nacido el 8 de julio de 1967 en Millington, Tennessee) es un exjugador de baloncesto estadounidense. Con 2.01 de estatura, su puesto natural en la cancha era el de ala-pívot. 

## Trayectoria profesional
- Miami Tropics (1988)
- Miami Heat  (1988-1989)
- Pallacanestro Trieste (1990-1992)
- Scaligera Verona (1992-1994)
- Florida Sharks (1995)
- Yakima Sun Kings (1996-1997)
- Victoria Libertas Pesaro (1997)
- Alaska Aces (1997)
- Ginn. Goriziana (1997-1998)
- Yakima Sun Kings (1998-1999)
- Fenerbahçe (1999)
- Mydonose  (1999)
- Mens Sana Siena (1999-2001)
- Andrea Costa Imola (2001-2002)
- Robur Osimo (2002-2004)
- Tolentino  (2004-2006)
- Supernova Montegranaro  (2006-2007)
- Porto San Giorgio Basket  (2007-?)
- New Basket Jesi (2012-2013)